# Heinrich der Fromme vom Gleißberg
Heinrich der Fromme vom Gleißberg (* um 1040 vermutlich in Gleißberg an der Elster; † um 1120) war der erste kaiserliche Vogt des Vogtlandes.

## Leben
Heinrich wurde um 1040 wahrscheinlich in Gleißberg an der Elster (heute Veitsberg, Ortsteil von Berga-Wünschendorf) geboren. Er war zweimal verheiratet. Zum einen mit Lukarda, der Tochter des Grafen von Leutenburg. Aus dieser Ehe gingen eine Tochter und ein Sohn hervor. Zum anderen heiratete er Juliana, die Tochter des Grafen Sieghard von Schwarzburg. Auch aus dieser Ehe gingen Kinder hervor.
Kaiser Heinrich IV. ernannte Heinrich zu seinem Marschall und übertrug ihm die Vogteien Weida und Gera. Da er sowohl an seinem neuen Stammsitz in Weida als auch in anderen Orten Kirchen errichten ließ, erhielt er den Beinamen „der Fromme“. Er kann als Stammvater des Fürstenhauses Reuß gewertet werden, obwohl seine Nachfahren den Beinamen „Reuß“ erst im 13. Jahrhundert annahmen. 
Heinrich und seine Familie liegen in der Veitskirche begraben.